# Breng
Breng is tot 25 juni 2026 de merknaam waaronder de concessie Arnhem-Nijmegen voor het openbaar vervoer in de voormalige Stadsregio Arnhem Nijmegen wordt uitgevoerd. Na die datum wijzigt de concessie naar de concessie Arnhem-Nijmegen-Foodvalley die voortaan onder het bestaande en grotere merk RRReis zal vallen. De huidige exploitant is de Connexxion-dochteronderneming Hermes. Breng verzorgt (deels) het openbaar vervoer in de gemeenten Arnhem, Beuningen, Berg en Dal, Doesburg, Doetinchem, Duiven, Heumen, Lingewaard, Montferland, Mook en Middelaar, Nijmegen, Overbetuwe, Renkum, Rheden, Rozendaal, Westervoort, Wijchen en Zevenaar.

## Geschiedenis
In augustus 2009 is in Elst de eerste bus in Breng-kleuren onthuld. Novio (een dochteronderneming van Connexxion), kreeg de concessie van 2010 t/m 2012 gegund door de Stadsregio. De korte concessie was bedoeld als opbouw naar een tienjarige concessie voor de periode 2012-2022. In deze concessie werd ook de treindienst Arnhem – Doetinchem opgenomen. Op 14 juli 2011 werd bekend dat Hermes de nieuwe concessie gegund was. De nieuwe concessie is ingegaan op 9 december 2012 en betekende een grote verandering van het lijnen-netwerk in de stadsregio Arnhem Nijmegen.

### Toekomst van Breng
Vanaf juni 2026 valt deze concessie onder de nieuwe concessie Arnhem-Nijmegen-Foodvalley en zal de merknaam RRReis gebruikt worden. De vervoersregio Arnhem-Nijmegen streeft naar zero-emissie: vanaf 2030 zijn nieuwe bussen emissievrij en tegen 2036 moet de volledige vloot uitstootvrij zijn. Om dit te realiseren, worden voorlopig ook nieuwe CNG-bussen op groengas ingezet vanwege netcongestie.
De dienstregeling wordt flexibeler met kernlijnen (A-lijnen) voor frequente verbindingen en vraagafhankelijk vervoer voor minder gebruikte routes. Breng investeert daarnaast in digitale reisinformatie en samenwerking met mobiliteitsdiensten zoals deelfietsen en halte-taxi’s om de reiservaring te verbeteren en naadloze overstappen mogelijk te maken.

## Lijnnetwerk

### Stads- en streekbus
Breng verzorgt het openbaar vervoer in de gemeenten Arnhem, Beuningen, Berg en Dal, Doesburg, Duiven, Heumen, Lingewaard, Montferland, Mook en Middelaar, Nijmegen, Overbetuwe, Renkum, Rheden, Rozendaal, Westervoort, Wijchen en Zevenaar. In Arnhem en Nijmegen wordt een uitgebreide stadsdienst gereden. De Arnhemse stadsdienst omvat ook het Arnhemse trolleybusnetwerk.

### Trein Arnhem – Doetinchem – Winterswijk
Breng verzorgt naast de busdiensten ook de treindienst tussen Arnhem en Doetinchem, de treinserie 30700. De treindienst is een aanvulling op de treindienst Arnhem – Winterswijk (treinserie 30900), die door Arriva gereden wordt vanuit de concessie Achterhoek – Rivierenland. Op het traject Arnhem – Doetinchem wordt door de twee treinseries samen een kwartierdienst geboden. De serie 30700 rijdt alleen doordeweeks, in het weekend rijden er dus geen Breng-treinen.

## Het merk Breng
Breng is een niet vervoerder-specifieke merknaam. De naam van de daadwerkelijke vervoerder wordt niet op het materieel, in de dienstregelingen en op de website vermeld. Zelfs de buschauffeurs dragen kleding in de huisstijl van Breng. Het voordeel hiervan is dat er een vaste huisstijl is voor het openbaar vervoer, zelfs als de exploitant verandert. Ook heeft de OV-autoriteit, in de regio Arnhem-Nijmegen per 1 januari 2015 de provincie Gelderland, alle invloed in de uitstraling van het openbaar vervoer in de regio.
Bij Breng worden verschillende merknamen gebruikt:
- breng: alle gewone stads- en streekbussen
- brengtrolley Arnhemse trolleybus
- brengdirect: sneldiensten, zoals de RijnWaalsprinter (lijn 300) en de treindienst Arnhem – Doetinchem
- brengbuurt: buurtbussen
- brengflex: vervoerservice op bestelling, die rijdt van halte naar halte
- brengnacht: nachtbussen

Met uitzondering van de nachtbussen staan alle merknamen vermeld op het materieel.
Het gehele wagenpark in de concessie Arnhem-Nijmegen heeft een uniforme uitstraling gekregen. De bussen hebben in beide concessies eenzelfde kleurenschema en hetzelfde logo. Bussen uit de regio Arnhem reden met blauwe daken, bussen uit de regio Nijmegen rijden met roze daken. Tegenwoordig is het wagenpark uitgewisseld en rijden beide kleuren voor beide steden. De trolleybussen in Arnhem zijn de enige uitzondering: deze waren van 2009 tot 2013 geheel blauw, maar de meeste bussen zijn in juni 2013 overgespoten naar een nieuwe trolleyhuisstijl.

## Wagenpark
Bij de start van de eerste concessie werd er veel gebruikgemaakt van bestaand materieel. Het grootste deel van het materieelpark bestond uit bestaande Berkhof Ambassador-bussen. Rond Nijmegen kwamen 75 nieuwe aardgasbussen te rijden: 69 Citaro-bussen voor de gewone stads- en streekdienst en 6 gelede Citaro's voor lijn 10 in Nijmegen (de Heyendaal-shuttle). Het Arnhemse trolleybusnetwerk kreeg 9 Hess Swisstrolleys van de derde generatie, om de meeste Volvo trolleybussen, die op dat moment bijna twintig jaar oud waren, te kunnen vervangen. Enkele Volvo-bussen bleven, net als de rest van het Trolley-wagenpark. Begin 2010 stroomden tien tweedehands Volvo 8700-bussen in.
Bij de start van de tweede concessie werd een groot deel van het wagenpark vernieuwd: veel Ambassadors en alle Volvo 8700-bussen werden aan de kant gezet, en vervangen door nieuwe MAN Lion's City bussen. Er bleven zo'n 15 VDL Berkhof Ambassadors om te fungeren als reservebussen, die later in Nijmegen noodzakelijk werden in de ochtendspits. Door de komst van de nieuwe MAN-bussen reden in principe alle 'grote' bussen voortaan op aardgas of groene stroom (trolleybussen). Ook de laatste Volvo trolleybussen werden op 9 december 2012 buiten dienst gesteld. De buurtbussen reden voortaan met nieuwe lagevloersbussen, van het type Tribus Civitas. In juni 2013 stroomden 11 nieuwe Swisstrolleys in, ditmaal ter vervanging van de laatste, ondertussen 19 jaar oude, Van Hool AG300T trolleybussen. Begin 2024 stromen tien nieuwe gelede trolleybussen in met accupakket voor de nieuwe trolleylijn Arnhem Velperplein - Wageningen. 

### Wagenparklijst
Onderstaande lijst toont de verschillende busseries die rijden of hebben gereden voor Breng.
-  = In dienst bij Breng
-  = Deels in dienst bij Breng
-  = Uit dienst bij Breng

Wagenparkstatus 2024
|            | Nummer | Type                                    | Bouwjaar           | Herkomst | Kleur | Opmerkingen | Afbeelding |
| ---------- | --- | --------------------------------------- | ------------------ | --- | --- | --- | ---------- |
|            | 1031-1038 | Tribus Civitas                          | 2012               | | Blauw of roze dak | Buurtbus Arnhem-Nijmegen, eigendom van taxibedrijven. Gebaseerd op de Fiat Ducato. |            |
| 1057       | VDL Midcity | 2016                                    | ex-TCR             | Blauw dak | Reed voorheen bij Hermes in Zuidoost-Brabant. Sinds 2024 rijdt deze bus in Veluwe-Zuid. | |            |
| 1092-1093  | Berkhof Ambassador | 2007                                    | ex-Veolia          | Blauw dak | Reden voor Taxi Centrale Renesse rond Arnhem en hadden daar de nummers 546, 547, 551 en 552. | |            |
| 1103       | Berkhof Ambassador | 2007                                    | ex-Veolia          | Blauw dak | Reden voor Taxi Centrale Renesse rond Arnhem en hadden daar de nummers 546, 547, 551 en 552. | |            |
| 1124       | Berkhof Ambassador | 2007                                    | ex-Veolia          | Blauw dak | Reden voor Taxi Centrale Renesse rond Arnhem en hadden daar de nummers 546, 547, 551 en 552. | |            |
| 1105-1114  | Fiat Ducato | 2012                                    |                    | Roze dak | Reden op Breng flex, eigendom van Taxi Centrale Renesse. | |            |
|            | 1155-1158 | MAN Lion's City G                       | 2016               | | Blauw/wit | Deze bussen zijn van het Duitse bedrijf NIAG en diens onderaannemer Look en worden ingezet op lijn SB58. Ze zijn van OV-chipkaartappratuur voorzien en hebben daarom administratieve nummers bij Breng. De nummers bij NIAG zijn 5806-5808, 5810-5812. |            |
| 1170-1171  | | MAN Lion's City G                       | 2016               | | Blauw/wit | Deze bussen zijn van het Duitse bedrijf NIAG en diens onderaannemer Look en worden ingezet op lijn SB58. Ze zijn van OV-chipkaartappratuur voorzien en hebben daarom administratieve nummers bij Breng. De nummers bij NIAG zijn 5806-5808, 5810-5812. |            |
| 1159-1169  | Mercedes-Benz Citaro | diverse                                 |                    | Blauw/wit | Deze bussen zijn van het Duitse bedrijf NIAG en diens onderaannemer Look en worden ingezet op lijn SB58. Ze zijn van OV-chipkaartappratuur voorzien en hebben daarom administratieve nummers bij Breng. De nummers bij NIAG zijn 3588-3591, 421-423, 3707-3710. | |            |
|            | 1733 | Berkhof Ambassador 200                  | 2003               | ex-Hermes | Wit | Reden rond met bestickering: "Deze bus rijdt voor Breng" |            |
| 1744       | | Berkhof Ambassador 200                  | 2003               | ex-Hermes | Wit | Reden rond met bestickering: "Deze bus rijdt voor Breng" |            |
| 1748-1749  | | Berkhof Ambassador 200                  | 2003               | ex-Hermes | Wit | Reden rond met bestickering: "Deze bus rijdt voor Breng" |            |
| 1751       | | Berkhof Ambassador 200                  | 2003               | ex-Hermes | Wit | Reden rond met bestickering: "Deze bus rijdt voor Breng" |            |
| 1772       | | Berkhof Ambassador 200                  |                    | | Wit | Reden rond met bestickering: "Deze bus rijdt voor Breng" |            |
| 1793       | | Berkhof Ambassador 200                  |                    | | Wit | Reden rond met bestickering: "Deze bus rijdt voor Breng" |            |
| 1750-1751  | Berkhof Ambassador 200 | 2003                                    | ex-Hermes          | Blauw dak | | |            |
| 1753-1755  | Berkhof Ambassador 200 | 2003                                    | ex-Hermes          | Blauw dak | | |            |
| 1758       | Berkhof Ambassador 200 | 2003                                    | ex-Hermes          | Connexxion | Deze bus heeft tijdelijk in deze concessie gereden vanwege materieeltekort. | |            |
| 1788-1789  | Berkhof Ambassador 200 | 2003                                    | ex-Hermes          | Roze dak | | |            |
| 1792       | Berkhof Ambassador 200 | 2003                                    | ex-Hermes          | Roze dak | | |            |
| 1801       | Berkhof Ambassador 200 | 2004                                    | ex-Hermes          | Blauw dak | | |            |
| 1805-1811  | Berkhof Ambassador 200 | 2004                                    | ex-Hermes          | Blauw dak | | |            |
| 1816-1818  | Berkhof Ambassador 200 | 2004                                    | ex-Hermes          | Roze dak | | |            |
| 1824-1825  | Berkhof Ambassador 200 | 2004                                    | ex-Hermes          | Roze dak | | |            |
| 1829       | Berkhof Ambassador 200 | 2004                                    | ex-Hermes          | Roze dak | | |            |
| 1831-1835  | VDL Berkhof Ambassador 200 | 2005                                    | ex-Hermes Nijmegen | Roze dak | | |            |
| 1845-1849  | VDL Berkhof Ambassador 200 | 2005                                    | ex-Hermes Nijmegen | Roze dak | | |            |
|            | 1904-1906 | Mercedes-Benz Sprinter City 65          | 2012               | ex-Veolia | Blauw dak | |            |
|            | 2958 | MAN Lion's City A21 CNG                 | 2008               | ex-Connexxion | Blauw dak | Tot maart 2023 reden deze bussen bij Connexxion in Zeeland. |            |
| 2964       | | MAN Lion's City A21 CNG                 | 2008               | ex-Connexxion | Blauw dak | Tot maart 2023 reden deze bussen bij Connexxion in Zeeland. |            |
| 2968-2969  | | MAN Lion's City A21 CNG                 | 2008               | ex-Connexxion | Blauw dak | Tot maart 2023 reden deze bussen bij Connexxion in Zeeland. |            |
|            | 2978 | MAN Lion's City A21 CNG                 | 2009               | ex-Connexxion | Blauw dak | Tot maart 2023 reden deze bussen bij Connexxion in Zeeland. |            |
| 2982       | | MAN Lion's City A21 CNG                 | 2009               | ex-Connexxion | Blauw dak | Tot maart 2023 reden deze bussen bij Connexxion in Zeeland. |            |
| 2987       | | MAN Lion's City A21 CNG                 | 2009               | ex-Connexxion | Blauw dak | Tot maart 2023 reden deze bussen bij Connexxion in Zeeland. |            |
|            | 3042 | Mercedes-Benz Sprinter                  | 2013               | ex-Connexxion Taxi Services                                                                                             | Roze dak | |            |
|            | 3370 | VDL Berkhof Ambassador                  | 2008               | ex-Hermes | | Deze bussen zijn de directe vervangers van de overgebleven reservebussen uit de vorige concessie. |            |
| 3379       | | VDL Berkhof Ambassador                  | 2008               | ex-Hermes | | Deze bussen zijn de directe vervangers van de overgebleven reservebussen uit de vorige concessie. |            |
| 3383       | | VDL Berkhof Ambassador                  | 2008               | ex-Hermes | | Deze bussen zijn de directe vervangers van de overgebleven reservebussen uit de vorige concessie. |            |
| 3481       | | VDL Berkhof Ambassador                  | 2008               | ex-Hermes | | Deze bussen zijn de directe vervangers van de overgebleven reservebussen uit de vorige concessie. |            |
|            | 3768 | VDL Berkhof ProCity                     | 2007               | ex-Connexxion | Connexxion-huisstijl | |            |
|            | 3798 | VDL Berkhof ProCity                     | 2005               | ex-Connexxion | Connexxion-huisstijl | |            |
|            | 4214 | VDL Berkhof Ambassador                  | 2007               | ex-Connexxion Zeeland                                                                                                   | Wit met Breng bestickering | Rijdt sinds januari 2019 bij Hermes in Zuidoost-Brabant. |            |
|            | 4455-4524 | Mercedes-Benz Citaro O530 CNG           | 2009               | | Roze dak | 4471 is op 27 november 2010 uitgebrand, de 4513 is vernummerd naar 4524 na een dodelijk ongeval. De 4517-4524 reden van januari 2016 tot oktober 2020 bij Connexxion in de concessie Haarlem-IJmond. |            |
|            | 5172-5182 | Den Oudsten B88 / Volvo B10M trolleybus | 1989/1990          | ex-Connexxion Arnhem | Geheel blauw | Alleen de 5177 en 5180 reden nog tot 9 december 2012 op trolleybuslijn 2 in Arnhem. Overige bussen zijn al eerder uit dienst gehaald en deels geëxporteerd. |            |
|            | 5201-5209 | Van Hool AG300T                         | 1993, 1997         | ex-Connexxion Arnhem | Geheel blauw | Alleen de 5201 is uit 1993. Sinds juli 2013 uit dienst, na de instroom van nieuwe Swisstrolleys. |            |
|            | 5210-5231 | Berkhof Premier AT18                    | 1998-2002          | ex-Connexxion Arnhem | Geheel blauw | Inzet op de trolleybuslijnen. Alle bussen zijn van deze serie is sinds oktober 2021 uit dienst. |            |
|            | 5234-5242 | Hess Swisstrolley 3                     | 2009               | | Trolley-huisstijl | Inzet op de trolleybuslijnen |            |
|            | 5243-5253 | Hess Swisstrolley 4 (ST 3 neus)         | 2013               | | Trolley-huisstijl | Inzet op de trolleybuslijnen |            |
|            | 5254-5258 | Hess Swisstrolley 4 (ST 3 neus)         | 2015               | | Trolley-huisstijl | Inzet op de trolleybuslijnen |            |
|            | 5259-5263 | Hess Swisstrolley 4 (ST 3 neus)         | 2016               | | Trolley-huisstijl | Inzet op de trolleybuslijnen. |            |
|            | 5264-5271 | Hess Swisstrolley 4 (ST 3 neus)         | 2017               | | Trolley-huisstijl | Inzet op de trolleybuslijnen. Met de indienststelling van deze laatste reeks nieuwe Hess-bussen zullen alle resterende Berkhof-trolleys buiten dienst worden gesteld. |            |
|            | 5272-5273 | Hess Swisstrolley 4 (ST 3 neus)         | 2017               | Testbussen voor het Trolley 2.0 project. Deze bussen kunnen enkele kilometers zonder bovenleiding rijden op batterijen. | Trolley-huisstijl | |            |
|            | 5300-5364 | MAN Lion's City A21 CNG                 | 2012               | | Blauw dak | De MAN bussen zijn per 9 december 2012 in dienst gekomen en vervingen de Berkhof Ambassador en Volvo 8700 bussen. |            |
| 5379       | | MAN Lion's City A21 CNG                 | 2012               | | Blauw dak | De MAN bussen zijn per 9 december 2012 in dienst gekomen en vervingen de Berkhof Ambassador en Volvo 8700 bussen. |            |
|            | 5365-5378 | MAN Lion's City A21 CNG                 | 2012               | | Blauw dak | zie hierboven Deze bussen waren tot 2020 geen eigendom van Hermes, maar van Taxi Centrale Renesse (TCR). De bussen droegen naast de Hermes-nummers ook de TCR-nummers 520-533. In 2020 zijn ze overgegaan naar Hermes. |            |
|            | 5380-5400 | MAN Lion's City A21 CNG                 | 2012               | | Blauw dak | Inzet op de sneldiensten zie hierboven |            |
|            | 5401-5423 | MAN Lion's City A21 CNG                 | 2012               | | Roze dak | zie hierboven |            |
|            | 5424-5443 | MAN Lion's City A21 CNG                 | 2012               | | Roze dak | Inzet op de sneldiensten zie hierboven |            |
|            | 5729-5748 | Volvo 8700                              | 2008               | Overgekocht van bushandelaar Womy in Moerdijk.                                                                          | Roze dak | Tien bussen hebben in 2008/2009 tijdelijk dienstgedaan bij Qbuzz in Zuidoost Friesland. Ze werden gekocht voor streekdiensten rond Nijmegen omdat werd afgezien van de inzet van de Lion's City bussen. Serie werd na 8 december 2012 overbodig en verhuisde naar de concessie IJsselmond van Connexxion en later OV Regio IJsselmond. |            |
|            | 6662, 6663 | MAN Lion's City A21 CNG                 | 2009               | Voorheen Connexxion, daarvoor Veolia                                                                                    | Blauw dak | Tot 11 december 2016 reden deze bussen bij Veolia Transport in de regio Haaglanden streek en daarna tot augustus 2019 in dezelfde regio onder de vlag van Connexxion. 6680 is plukbus. |            |
|            | 6680, 6681 | MAN Lion's City A21 CNG                 | 2009               | Voorheen Connexxion, daarvoor Veolia                                                                                    | Blauw dak | Tot 11 december 2016 reden deze bussen bij Veolia Transport in de regio Haaglanden streek en daarna tot augustus 2019 in dezelfde regio onder de vlag van Connexxion. 6680 is plukbus. |            |
|            | 6690 | MAN Lion's City A21 CNG                 | 2009               | Voorheen Connexxion, daarvoor Veolia                                                                                    | Blauw dak | Tot 11 december 2016 reden deze bussen bij Veolia Transport in de regio Haaglanden streek en daarna tot augustus 2019 in dezelfde regio onder de vlag van Connexxion. 6680 is plukbus. |            |
|            | 6696 | MAN Lion's City A21 CNG                 | 2009               | Voorheen Connexxion, daarvoor Veolia                                                                                    | Blauw dak | Tot 11 december 2016 reden deze bussen bij Veolia Transport in de regio Haaglanden streek en daarna tot augustus 2019 in dezelfde regio onder de vlag van Connexxion. 6680 is plukbus. |            |
|            | 6732 | MAN Lion's City A21 CNG                 | 2009               | Voorheen Connexxion, daarvoor Veolia                                                                                    | Blauw dak | Tot 11 december 2016 reden deze bussen bij Veolia Transport in de regio Haaglanden streek en daarna tot augustus 2019 in dezelfde regio onder de vlag van Connexxion. 6680 is plukbus. |            |
|            | 6743 | MAN Lion's City A21 CNG                 | 2009               | Voorheen Connexxion, daarvoor Veolia                                                                                    | Blauw dak | Tot 11 december 2016 reden deze bussen bij Veolia Transport in de regio Haaglanden streek en daarna tot augustus 2019 in dezelfde regio onder de vlag van Connexxion. 6680 is plukbus. |            |
|            | 6752 | MAN Lion's City A21 CNG                 | 2009               | Voorheen Connexxion, daarvoor Veolia                                                                                    | Blauw dak | Tot 11 december 2016 reden deze bussen bij Veolia Transport in de regio Haaglanden streek en daarna tot augustus 2019 in dezelfde regio onder de vlag van Connexxion. 6680 is plukbus. |            |
|            | 6754 | MAN Lion's City A21 CNG                 | 2009               | Voorheen Connexxion, daarvoor Veolia                                                                                    | Blauw dak | Tot 11 december 2016 reden deze bussen bij Veolia Transport in de regio Haaglanden streek en daarna tot augustus 2019 in dezelfde regio onder de vlag van Connexxion. 6680 is plukbus. |            |
|            | 6758 | MAN Lion's City A21 CNG                 | 2009               | Voorheen Connexxion, daarvoor Veolia                                                                                    | Blauw dak | Tot 11 december 2016 reden deze bussen bij Veolia Transport in de regio Haaglanden streek en daarna tot augustus 2019 in dezelfde regio onder de vlag van Connexxion. 6680 is plukbus. |            |
|            | 7226-7240 | Tribus Civitas                          | 2019               | | Blauw dak / Roze dak | Buurtbus Arnhem-Nijmegen. Gebaseerd op de Mercedes-Benz Sprinter tweede generatie. 7228 en 7229 rijden sinds het voorjaar van 2025 in Zuidoost-Brabant (met Bravo huisstijl). |            |
|            | 7248 | Tribus Civitas                          | 2020               | ex RMC | Roze dak | Buurtbus Arnhem-Nijmegen. Droeg bij RMC het nummer 1601. Gebaseerd op de Volkswagen Crafter. |            |
|            | 7308-7319 | Tribus Civitas                          | 2012               | | Blauw dak / Roze dak | Buurtbus Arnhem-Nijmegen. Gebaseerd op de Fiat Ducato. |            |
|            | 7320 | Mercedes-Benz Sprinter                  | 2011               | ex-Connexxion | Blauw dak | Buurtbus Arnhem-Nijmegen en rustige lijnen. De Tribus Civitas bussen zijn hier gebaseerd op de Mercedes-Benz Sprinter tweede generatie. |            |
|            | 7321 | Mercedes-Benz Sprinter                  | 2011               | ex-Novio | Roze dak | Buurtbus Arnhem-Nijmegen en rustige lijnen. De Tribus Civitas bussen zijn hier gebaseerd op de Mercedes-Benz Sprinter tweede generatie. |            |
|            | 7330-7332 | Mercedes-Benz Sprinter                  | 2009               | ex-Novio | Roze dak | Buurtbus Arnhem-Nijmegen en rustige lijnen. De Tribus Civitas bussen zijn hier gebaseerd op de Mercedes-Benz Sprinter tweede generatie. |            |
|            | 7333-7334 | Mercedes-Benz Sprinter                  | 2009               | ex-Connexxion | Blauw dak | Buurtbus Arnhem-Nijmegen en rustige lijnen. De Tribus Civitas bussen zijn hier gebaseerd op de Mercedes-Benz Sprinter tweede generatie. |            |
|            | 7340-7344 | Mercedes-Benz Sprinter                  | 2014               | | Blauw dak / Roze dak | Buurtbus Arnhem-Nijmegen en rustige lijnen. De Tribus Civitas bussen zijn hier gebaseerd op de Mercedes-Benz Sprinter tweede generatie. |            |
|            | 7348 | Mercedes-Benz Sprinter                  | 2014               | ex-Connexxion | | Buurtbus Arnhem-Nijmegen en rustige lijnen. De Tribus Civitas bussen zijn hier gebaseerd op de Mercedes-Benz Sprinter tweede generatie. |            |
|            | 7350-7356 | Tribus Civitas                          | 2024               | | Blauw dak | Buurtbus Arnhem-Nijmegen. De Tribus Civitas bussen zijn hier gebaseerd op de Volkswagen Crafter. |            |
|            | 7357-7364 | Tribus Civitas                          | 2025               | | Blauw dak | Buurtbus Arnhem-Nijmegen. De Tribus Civitas bussen zijn hier gebaseerd op de Volkswagen Crafter. |            |
|            | 7385, 7386 | Tribus Civitas                          | 2015               | ex-Connexxion | Blauw dak | Buurtbus Arnhem-Nijmegen. De Tribus Civitas bussen zijn hier gebaseerd op de Mercedes-Benz Sprinter tweede generatie. |            |
|            | 7402 | Mercedes-Benz Sprinter                  | 2005               | ex-Connexxion | Blauw dak | Buurtbus Arnhem-Nijmegen. De Tribus Civitas bussen zijn hier gebaseerd op de Mercedes-Benz Sprinter tweede generatie. |            |
|            | 7404 | Mercedes-Benz Sprinter                  | 2005               | ex-Novio | Roze dak | Buurtbus Arnhem-Nijmegen. De Tribus Civitas bussen zijn hier gebaseerd op de Mercedes-Benz Sprinter tweede generatie. |            |
|            | 7429 | Mercedes-Benz Sprinter                  | 2008               | ex-Novio | Roze dak | Buurtbus Arnhem-Nijmegen. De Tribus Civitas bussen zijn hier gebaseerd op de Mercedes-Benz Sprinter tweede generatie. |            |
|            | 7456 | Mercedes-Benz Sprinter                  | 2008               | ex-Connexxion | Blauw dak | Buurtbus Arnhem-Nijmegen. De Tribus Civitas bussen zijn hier gebaseerd op de Mercedes-Benz Sprinter tweede generatie. |            |
|            | 7484, 7488 | Tribus Civitas                          | 2016               | ex-Connexxion | Blauw dak / Roze dak | |            |
|            | 8181 | Berkhof Ambassador 200                  | 2003               | ex-Connexxion Arnhem | Connexxion | Tijdelijke inzet vanwege materieeltekort. Bus is in 2012 geëxporteerd. |            |
|            | 8237-8239 | VDL Ambassador 200                      | 2003               | ex-Connexxion | Blauw dak | |            |
| 8249-8254  | | VDL Ambassador 200                      | 2003               | ex-Connexxion | Blauw dak | |            |
|            | 8433-8456 | VDL Ambassador 200                      | 2004-2005          | ex-Connexxion | Blauw dak | 8440-8449 verkoop bijhuur Duiven |            |
|            | 8409-8426 | VDL Ambassador 200                      | 2004               | ex-Connexxion | Roze dak | |            |
| 8428-8432  | 8428-8432 verkocht aan OAD in december 2009 voor het uitvoeren van lijn 99 Nijmegen – Uden als onderaannemer van Breng. De bussen werden in december 2012 overbodig bij OAD omdat het contract niet verlengd werd. | VDL Ambassador 200                      | 2004               | ex-Connexxion | Roze dak | |            |
|            | 8614 | VDL Ambassador 200                      | 2005               | ex-Connexxion | Blauw dak | Afgevoerd. |            |
| 8619       | | VDL Ambassador 200                      | 2005               | ex-Connexxion | Blauw dak | Afgevoerd. |            |
| 8637-8638  | | VDL Ambassador 200                      | 2005               | ex-Connexxion | Blauw dak | Afgevoerd. |            |
| 8640       | | VDL Ambassador 200                      | 2005               | ex-Connexxion | Blauw dak | Afgevoerd. |            |
| 8642-8650  | | VDL Ambassador 200                      | 2005               | ex-Connexxion | Blauw dak | Afgevoerd. |            |
| 8660-8661  | | VDL Ambassador 200                      | 2005               | ex-Connexxion | Blauw dak | Afgevoerd. |            |
| 8665       | | VDL Ambassador 200                      | 2005               | ex-Connexxion | Blauw dak | Afgevoerd. |            |
| 8689-8703  | | VDL Ambassador 200                      | 2005               | ex-Connexxion | Blauw dak | Afgevoerd. |            |
| 8704-8711  | | VDL Ambassador 200                      | 2005               | ex-Connexxion | Blauw dak | Afgevoerd. |            |
| 8712-8713  | | VDL Ambassador 200                      | 2005               | ex-Connexxion | Blauw dak | Afgevoerd. |            |
| 8715       | | VDL Ambassador 200                      | 2005               | ex-Connexxion | Blauw dak | Afgevoerd. |            |
| 8809-8828  | | VDL Ambassador 200                      | 2005               | ex-Connexxion | Blauw dak | Afgevoerd. |            |
|            | 8835-8855 | MAN Lion's City T A78                   | 2005               | ex-Connexxion Utrecht                                                                                                   | Roze dak | Alleen de 8847 is in dienst geweest omdat alsnog werd afgezien van de inzet. In plaats van deze bussen kwamen de Volvo 8700 bussen. In 2010 verhuisden de Lion's City bussen naar de concessie Noord- en Zuidwest Fryslânn |            |
|            | 9147 | Mercedes-Benz Citaro O530G              | 2003               | ex-Connexxion | Wit dak | |            |
|            | 9171 | Mercedes-Benz Citaro O530G              | 2003               | ex-Connexxion | Blauw dak | Sinds 2016 in dienst bij Breng. |            |
|            | 9176-9178 | Mercedes-Benz Citaro O530G              | 2005               | Voorheen Novio, darvoor Connexxion                                                                                      | Blauw/roze dak | Oorspronkelijk afkomstig van Connexxion, deden bij Novio dienst op de Heyendaalshuttle in Nijmegen en verhuisden bij de overgang naar Breng naar Arnhem. Met ingang van 9 december 2012 waren ze overbodig geworden en werden in de zomer van 2013 doorgeschoven naar Eindhoven om dienst te doen als Airportshuttle. Sinds december 2016 weer in dienst bij Breng, in Arnhem en Nijmegen, inzet o.a. op trolleylijnen. 9178 met een blauw dak, 9177 en 9176 roze dak. |            |
|            | 9241-9245 | MAN Lion's City A23 G                   | 2008               | Voorheen Connexxion, daarvoor Hermes                                                                                    | Blauw/roze dak | Reden eerst bij Hermes in Eindhoven. Tussen januari 2017 en april 2018 hebben ze bij Connexxion op het Schiphol Sternet gereden. De 9241 ging per september 2024 naar Connexxion in Zeeland, de rest werd geëxporteerd. |            |
|            | 9259-9260 | Mercedes-Benz Citaro O530G              | 2008               | ex-Connexxion | Blauw/roze dak | |            |
| 9262-9263  | | Mercedes-Benz Citaro O530G              | 2008               | ex-Connexxion | Blauw/roze dak | |            |
|            | 9265 | MAN Lion's City A23 G CNG               | 2009               | ex-Connexxion | Roze dak | Tot augustus 2024 reden deze bussen bij Connexxion in Zeeland. De 9272 en 9273 volgden pas in november 2024. |            |
| 9269       | | MAN Lion's City A23 G CNG               | 2009               | ex-Connexxion | Roze dak | Tot augustus 2024 reden deze bussen bij Connexxion in Zeeland. De 9272 en 9273 volgden pas in november 2024. |            |
| 9272, 9273 | | MAN Lion's City A23 G CNG               | 2009               | ex-Connexxion | Roze dak | Tot augustus 2024 reden deze bussen bij Connexxion in Zeeland. De 9272 en 9273 volgden pas in november 2024. |            |
|            | 9275-9280 | Mercedes-Benz Citaro O530G CNG          | 2009               | | Roze dak | |            |
|            | 9281-9285 | Mercedes-Benz Citaro O530G CNG          | 2010               | ex-Syntus Gelderland | Blauw dak | Droegen bij Syntus de nummers 5261, 5270, 5271, 5274 en 5279. |            |
|            | 44890-44891 | Mercedes-Benz Sprinter                  | 2011               | | Blauw dak | Van CTS |            |
|            | 44894 | Mercedes-Benz Sprinter                  | 2011               | | Blauw dak | Van CTS |            |
|            | 45524-44527 | Mercedes-Benz Sprinter                  | 2009               | Ex-Connexxion Voorne Putten                                                                                             | Roze dak | Van CTS |            |
|            | 48488-48492 | VDL MidCity                             | 2013               | | Blauw of roze dak | Van CTS |            |

## Trolleybussen Arnhem
De Stadsregio Arnhem Nijmegen heeft bij de Zwitserse fabrikant Hess nieuwe gelede trolleybussen besteld van het type Swisstrolley 3, die eind 2009 bij Breng in dienst kwamen ter vervanging van een groot deel van de Volvo-trolleybussen. Later kwamen er in de periode 2013-2017 nog eens 31 Hess-trolleybussen van het type Swisstrolley 4.

## Dieselelektrische treinstellen
Voor de treindienst Brengdirect op de spoorlijn Arnhem - Doetinchem, die gezamenlijk met Arriva wordt bereden, zijn er 9 dieselelektrische treinstellen van het type Stadler GTW aangeschaft. De kleurstelling van deze treinstellen komt overeen met de Breng bussen.